# Sangamon-klass
Sangamon-klassen var en klass av fyra eskorthangarfartyg som tjänstgjorde under andra världskriget i den amerikanska flottan.

## Allmänt
Sangamon-klassen var ursprungligen civila tankfartyg av Cimarron-klass som hade sjösatts 1939. De förvärvades och togs i bruk av den amerikanska flottan 1940-1941. På grund av bristen på MARAD-typ C3 fartyg för konvertering till Bogue-klass hangarfartyg beslutades det i början av 1942 att fyra tankfartyg skulle konverteras till eskorthangafartyg. Ombyggnade tog cirka sex månader.

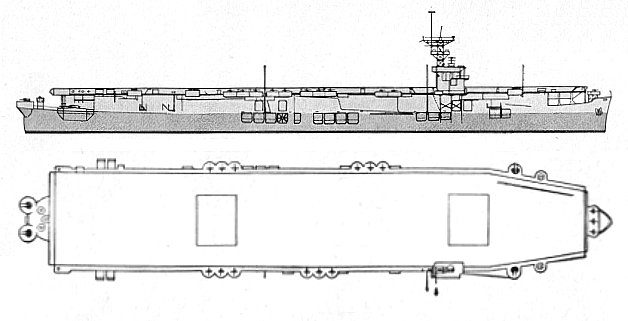

Fartygen var de största ombyggda hangarfartygen som byggdes för den amerikanska flottan. Eskorthangarfartygen i Commencement Bay-klassen som tillverkades i slutet av kriget var ungefär lika stora, men byggdes som hangarfartyg från början. Eftersom fartygen byggdes som T3-tankfartyg var maskinutrymmet placerat akterut, vilket resulterade i att skorstenarna placerades på båda sidor akter om flygdäcket. Sangamon-klassen kunde operera med omkring 30 flygplan och var det enda eskorthangarfartyget som kunde operera störtbombflygplan.
Alla fartyg i klassen fick namn efter floder i enlighet med den amerikanska flottans praxis för tankfartyg när de togs i tjänst och behöll dessa namn efter att de konverterats till hangarfartyg.

## Tjänstgöring
Från slutet av 1942 fram till krigsslutet deltog fartygen i insatser i Medelhavet, Atlanten och Stilla havet. Tre av fartygen skadades av japanska kamikazeattacker i slaget vid Leytebukten, men alla överlevde kriget. I Stilla havet opererade hangarfartygen ofta tillsammans som Hangarfartygsdivision 22.
Fartygen togs ur tjänst strax efter krigsslutet. Några av dem hölls i reserv och om klassificerades till helikopterhangarfartyg. Alla hade sålts eller skrotats i början av 1960-talet.

## Skepp i klassen
| Namn     | Fartygsnummer | Varv                                                          | Kölsträckt   | Sjösatt         | Färdigställd som hangarfartyg | Tagen ur tjänst | Öde                                                             |
| -------- | ------------- | ------------------------------------------------------------- | ------------ | --------------- | ----------------------------- | --------------- | --------------------------------------------------------------- |
| Sangamon | CVE-26        | Federal Shipbuilding and Dry Dock Company, Kearny, New Jersey | 13 mars 1939 | 4 november 1939 | 25 augusti 1942               | 24 oktober 1945 | Placerad i malpåse i november 1945. Skrotad i augusti 1960      |
| Suwannee | CVE-27        | Federal Shipbuilding and Dry Dock Company, Kearny, New Jersey | 3 juni 1938  | 4 mars 1939     | 24 september 1942             | 8 januari 1947  | Placerad i malpåse 1 mars 1959. Såld som skrot 30 november 1959 |
| Chenango | CVE-28        | Sun Shipbuilding and Dry Dock Company, Chester, Pennsylvania  | 10 juli 1938 | 1 april 1939    | 19 september 1942             | 14 augusti 1946 | Placerad i malpåse 1 mars 1959. Såld som skrot 12 februari 1960 |
| Santee   | CVE-29        | Sun Shipbuilding and Dry Dock Company, Chester, Pennsylvania  | 31 maj 1938  | 4 mars 1939     | 24 augusti 1942               | 21 oktober 1946 | Placerad i malpåse 1 mars 1959. Såld som skrot 5 december 1959  |